# Live Oak County
Live Oak County är ett administrativt område i delstaten Texas, USA, med 11 531 invånare (2010). Den administrativa huvudorten (county seat) är George West. 

## Geografi
Enligt United States Census Bureau har countyt en total area på 2 795 km². 2 683 km² av den arean är land och 111 km² är vatten.

### Angränsande countyn
- Karnes County - nordost
- Bee County - öster
- San Patricio County - sydost
- Jim Wells County - söder
- Duval County - sydväst
- McMullen County - väster
- Atascosa County - nordväst